# Megaeupoa yanfengi
Espèce
Megaeupoa yanfengi est une espèce d'araignées aranéomorphes de la famille des Salticidae.

## Distribution
Cette espèce est endémique du Yunnan en Chine,. Elle se rencontre dans le xian de Mengla.

## Description
Le mâle holotype mesure 5,64 mm et la femelle 5,51 mm.

## Étymologie
Cette espèce est nommée en l'honneur de Yan-feng Tong.

## Publication originale
- Lin & Li, 2020 : Two new genera and eight new species of jumping spiders (Araneae, Salticidae) from Xishuangbanna, Yunnan, China. ZooKeys, no 952, p. 95-128 (texte intégral).